# Mand
Mand (Mund o Mūnd) és el riu més llarg del Fars a l'Iran. És el riu Sitakos de l'època clàssica (Plini l'esmenta com Sitioganus o Sitiogagus però aquest podria ser un altre riu, esmentat com a Shadhkan que seria el riu Shapur) i el Sakkan (Zakkan) dels àrabs. Se l'esmenta per primer cop al Fars-nama i donava nom a una comarca, el Mandistan.
Té una llargada d'uns 450 km. Les seves fonts són el Kan-i zard, Čihil-čashma i Surkh-rag a les muntanyes Kuh -i Nar, i Kuh-i Marra-yi Shikaft al nord-oest i oest de Siraz, que s'uneixen a la comarca de Masarm. Porta inicialment el nom turc de Kara-ağač que canvia després per Baz (Bāz). Entre els seus afluents, el riu salobre de Djahrum per l'esquerra; a la comarca de Diz-gah rep dos afluents més, el Dar al-mizan (per l'esquerra o est) i el Dihram (per la dreta o oest) que ve de regar la regió de Firuzabad; a la comarca de Sana-wa-Shumba rep per la dreta el Čaniz, i arriba a la vila de Dumanlu on entra a la comarca marítima de Mandistan (on ja agafa el nom de Mand) desaiguant al golf Pèrsic al costat del poble de Ziyarat.